# WTA Tour Championships 2008
El  Sony Ericsson WTA Tour Championships 2008 se celebró en Doha, Catar desde el 4 de noviembre hasta el 9 de noviembre de 2008.
Defiende campeonato en individuales la belga Justine Henin, pero no podrá debido a su retirada del circuito profesional de la WTA.
En dobles, defendieron campeonato la pareja formada por la zimbabuesa, Cara Black y la estadounidense Liezel Huber.

## Individuales

### Jugadoras clasificadas
|                    | Jugadora            | Puntos WTA Race |
| ------------------ | ------------------- | --------------- |
| Bandera de Serbia  | Jelena Janković     | 4786            |
| Bandera de Rusia   | Dinara Sáfina       | 3823            |
|                    | Serena Williams     | 3681            |
| Bandera de Rusia   | Elena Dementieva    | 3400            |
| Bandera de Serbia  | Ana Ivanović        | 3353            |
| Bandera de Rusia   | Vera Zvonareva      | 2626            |
| Bandera de Rusia   | Svetlana Kuznetsova | 2623            |
|                    | Venus Williams      | 2522            |
| Bandera de Rusia   | María Sharápova     | 2515            |
| Bandera de Polonia | Agnieszka Radwanska | 2256            |
| Bandera de Rusia   | Nadia Petrova       | 1914            |

| Jugadoras clasificadas |
| Jugadoras suplentes    |

- María Sharápova no acudió al torneo, como suplente, por lesión y fue sustituida por Nadia Petrova.

### Fase de grupos

#### Grupo Blanco
| N.º | Jugadora            |
| --- | ------------------- |
| 1   | Jelena Janković     |
| 4   | Ana Ivanović        |
| 6   | Svetlana Kuznetsova |
| 8   | Vera Zvonareva      |
| *   | Agnieszka Radwanska |

##### Posiciones
| #  | Jugadora              | Partidos ganados | Partidos perdidos | Sets ganados | Sets perdidos |
| -- | --------------------- | ---------------- | ----------------- | ------------ | ------------- |
| 1. | Vera Zvonareva        | 3                | 0                 | 6            | 2             |
| 2. | Jelena Janković       | 2                | 1                 | 5            | 2             |
| 3. | Agnieszka Radwanska * | 1                | 0                 | 2            | 0             |
| 4. | Svetlana Kuznetsova   | 0                | 3                 | 0            | 6             |

- La polaca Agnieszka Radwanska sustituyó a la serbia Ana Ivanović debido al virus que la mermó en partidos anteriores.

##### Resultados
| Ganadora            | Contrincante        | Resultado      |
| ------------------- | ------------------- | -------------- |
| Vera Zvonareva      | Svetlana Kuznetsova | 6-2 6-3        |
| Jelena Janković     | Ana Ivanović        | 6-3 6-4        |
| Vera Zvonareva      | Ana Ivanović        | 6-3 6-7(5) 6-4 |
| Jelena Janković     | Svetlana Kuznetsova | 7-6(4) 6-4     |
| Vera Zvonareva      | Jelena Janković     | 2-6 6-3 6-4    |
| Agnieszka Radwanska | Svetlana Kuznetsova | 6-2 7-5        |

#### Grupo Marrón
| N.º | Jugadora         |
| --- | ---------------- |
| 2   | Dinara Sáfina    |
| 3   | Serena Williams  |
| 5   | Elena Dementieva |
| 7   | Venus Williams   |
| *   | Nadia Petrova    |

##### Posiciones
| #  | Jugadora         | Partidos ganados | Partidos perdidos | Sets ganados | Sets perdidos |
| -- | ---------------- | ---------------- | ----------------- | ------------ | ------------- |
| 1. | Venus Williams   | 3                | 0                 | 6            | 2             |
| 2. | Elena Dementieva | 2                | 1                 | 5            | 3             |
| 3. | Nadia Petrova *  | 0                | 1                 | 1            | 2             |
| 4. | Dinara Sáfina    | 0                | 3                 | 0            | 6             |

- La rusa Nadia Petrova sustituyó a la estadounidense Serena Williams debido a la lesión que ésta se produjo durante la disputa de su segundo partido.

##### Resultados
| Ganadora         | Contrincante     | Resultado   |
| ---------------- | ---------------- | ----------- |
| Venus Williams   | Dinara Sáfina    | 7-5 6-3     |
| Venus Williams   | Elena Dementieva | 6-4 4-6 6-3 |
| Serena Williams  | Dinara Sáfina    | 6-4 6-1     |
| Venus Williams   | Serena Williams  | 5-7 6-1 6-0 |
| Elena Dementieva | Dinara Sáfina    | 6-2 6-4     |
| Elena Dementieva | Nadia Petrova    | 6-4 4-6 6-4 |

### Semifinales
| Fecha    | Hora¹ | Partido         | Partido | Partido          | Resultado      |
| -------- | ----- | --------------- | ------- | ---------------- | -------------- |
| 08.11.08 | 17:30 | Vera Zvonareva  | -       | Elena Dementieva | 7-6(7) 3-6 6-3 |
| 08.11.08 | 19:30 | Jelena Janković | -       | Venus Williams   | 2-6 6-2 3-6    |

### Final
| Fecha    | Hora¹ | Partido        | Partido | Partido        | Resultado      |
| -------- | ----- | -------------- | ------- | -------------- | -------------- |
| 09.11.08 | 17:30 | Vera Zvonareva | -       | Venus Williams | 7-6(5) 0-6 2-6 |

- (¹) -  Hora local de Doha (UTC +3)

## Dobles

### Parejas clasificadas
|                            | Pareja                           |                      | Puntos WTA Race |
| -------------------------- | -------------------------------- | -------------------- | --------------- |
| Bandera de Zimbabue        | Cara Black / Liezel Huber        |                      | 6158            |
| Bandera de España          | Anabel Medina / Virginia Ruano   | Bandera de España    | 2809            |
| Bandera de República Checa | Kveta Peschke / Rennae Stubbs    | Bandera de Australia | 2614            |
| Bandera de Eslovenia       | Katarina Srebotnik / Ai Sugiyama | Bandera de Japón     | 2542            |

| Parejas clasificadas |

### Semifinales
| Fecha    | Hora¹ | Partido                     | Partido | Partido                        | Resultado    |
| -------- | ----- | --------------------------- | ------- | ------------------------------ | ------------ |
| 08.11.08 | 13:00 | Kveta Peschke Rennae Stubbs | -       | Katarina Srebotnik Ai Sugiyama | 6-3 2-6 10-4 |
| 08.11.08 | 14:30 | Cara Black Liezel Huber     | -       | Anabel Medina Virginia Ruano   | 6-1 6-3      |

### Final
| Fecha    | Hora¹ | Partido                     | Partido | Partido                 | Resultado |
| -------- | ----- | --------------------------- | ------- | ----------------------- | --------- |
| 09.11.08 | 15:00 | Kveta Peschke Rennae Stubbs | -       | Cara Black Liezel Huber | 1-6 5-7   |

- (¹) -  Hora local de Doha (UTC +3)